# Mustilia
Mustilia is een geslacht van vlinder uit de familie van de gevlamde vlinders (Endromidae). De wetenschappelijke naam van het geslacht werd voor het eerst geldig gepubliceerd in 1865 door Walker.

## Soorten
- Mustilia attacina Zolotuhin, 2007
- Mustilia castanea Moore, 1879
- Mustilia falcipennis Walker 1865
- Mustilia glabrata Yang, 1995
- Mustilia lieftincki Roepke, 1948
- Mustilia orthocosta Yang, 1995
- Mustilia pai Zolotuhin, 2007
- Mustilia sabriformis Zolotuhin, 2007
- Mustilia sphingiformis Moore, 1879
  - Mustilia sphingiformis gerontica West, 1932

### Synoniemen
- Mustilia lobata Zolotuhin, 2007 => Mustilia glabrata Yang, 1995
- Mustilia semiravida Yang, 1995 => Comparmustilia semiravida (Yang, 1995)
- Mustilia terminata Yang, 1995 => Mustilia sphingiformis Moore, 1879 = Comparmustilia sphingiformis (Moore, 1879)